# Baktérítő

A Baktérítő és a kontinensek

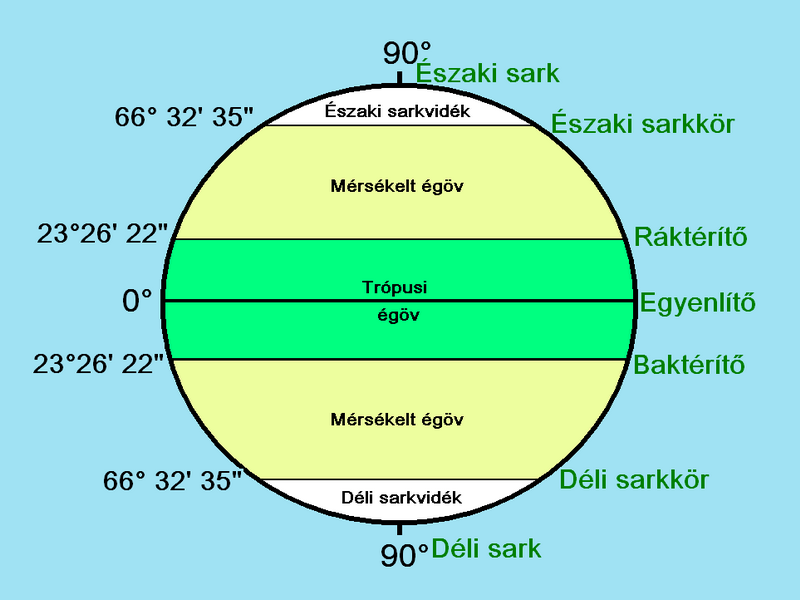
A Föld kiemelt szélességi körei

A Baktérítő a Föld öt kiemelt szélességi körének egyike, amely az Egyenlítőtől délre 23° 26’ 22’’-en helyezkedik el. Azon legdélebbre elhelyezkedő pontok összességét jelöli, amelyeken a Nap sugarai még merőlegesen esnek a Földre. Az év egy napján, a déli féltekén észlelt nyári napfordulókor (december 21. vagy 22.) fordul elő.
Nevét onnan kapta, hogy amikor – kb. 2000 évvel ezelőtt – az elnevezést adták, a téli napforduló idején a Nap éppen a Bak csillagképben tartózkodott. Azóta azonban a Föld forgástengelyének kismértékű elmozdulása (precesszió) miatt napfordulókor a Nap már a Nyilas csillagképben van.
A Baktérítő jelöli a trópusi övezet déli határát, ettől délre - a déli sarkkörig - a déli mérsékelt övezet található.
A Baktérítő megfelelője az északi féltekén a Ráktérítő.
A greenwichi meridiántól keletre haladva a Baktérítő átszeli az Atlanti-óceán keleti részét, Namíbiát, Botswanát, a Dél-afrikai Köztársaságot, Mozambikot, a Mozambiki-csatornát, Madagaszkárt, az Indiai-óceánt, Ausztráliát, Francia Polinéziát, a Csendes-óceánt, Chilét, Argentínát, Paraguayt és Brazíliát, majd az Atlanti-óceán nyugati felét.

## A Baktérítő a kultúrában
- Alfred Hitchcock rendezte A Baktérítő alatt (Under Capricorn) című 1949-ben megjelent filmet.[1]
- Henry Millernek 1939-ben, Párizsban jelent meg a Baktérítő (Tropic of Capricorn) című regénye.[2][3]